# Meroscalsis selecta
Meroscalsis selecta — жук подсемейства щитовок из семейства листоедов.

## Распространение
Встречается в Папуа-Новой Гвинее в районах Huon Golf и Sattelberg.